# Hanchir Toumghani
Hanchir Toumghani est une commune de la wilaya d'Oum El-Bouaghi en Algérie.

## Géographie
Hanchir Toumghani est située dans la wilaya d’Oum el Bouaghi, le long de la route nationale N°100, située au milieu d’une région montagneuse bordée à l’est par la ville d’Ain Fakroun, à l’ouest par Aïn Kercha, au nord par Hada Bâira et au sud par le Djebel Guerrioun.

### Localités de la commune
La commune de Hanchir Toumghani est composée de 18 localités:
- Henchir Toumghani centre
- Henchir Torkia n° 1
- Henchir Torkia n° 2
- Aïn Djeghaba
- Bir Lasfar
- Sedjra
- Bir Ouchagraf
- Gabel M’Zara
- Laouache
- Draa Si Ounis
- Henchir Lakhba
- Toumghani
- Henchir Lekmine
- Khechem
- Aargoub
- Oued El Gourbi
- Oued Nedjaï
- Fedj Errih

## Histoire

### Époque coloniale française
La commune fut créée par arrêté du 7 janvier 1957 près d'Oum El Bouaghi (parties des douars Ouled Messaâd et Ouled Sebah, anciennement rattachés à la commune mixte Aïn M'Lila).

### Époque de l'Algérie indépendante
En 2003, lors des travaux de réalisation du tronçon ferroviaire reliant Tébessa à Ain M'lila, on a découvert  à Bir Lasfar, des galeries souterraines avec des tombeaux individuels, ainsi que trois tombes communes contenant des restes d'ossements.